# Michael Waltrip
Michael Curtis Waltrip (* 30. April 1963 in Owensboro, Kentucky) ist ein ehemaliger US-amerikanischer NASCAR-Rennfahrer und Teambesitzer von Michael Waltrip Racing. Waltrip ist zweifacher Sieger des Daytona 500. Er arbeitet als Vorberichterstatter für den Monster Energy Cup und als Kommentator für die Xfinity Series und die Camping World Truck Series auf Fox Sports.
Waltrip lebt in Sherrills Ford, North Carolina. Er ist der jüngere Bruder des dreifachen Winston-Cup-Champions Darrell Waltrip.

## Karriere

### Frühe Jahre

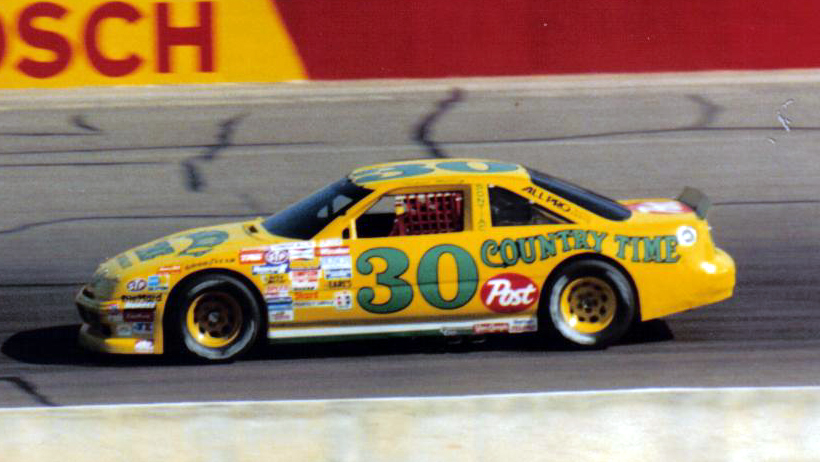
Waltrips Wagen der Saison 1989

Waltrips Karriere im Tourenwagensport nahm Fahrt auf, als er 1981 die Streckenmeisterschaft der Mini-Modified Division auf dem Kentucky Motor Speedway gewann. Ein Jahr später trat er in der Goody’s Dash Series an und gewann die Meisterschaft in der Saison 1983. Im selben Jahr wurde er zum beliebtesten Fahrer der Serie gewählt, ebenso im darauffolgenden Jahr.
Sein Debüt im Winston Cup gab er 1985 beim Coca-Cola World 600 auf dem Charlotte Motor Speedway für Dick Bahre. Waltrip belegte den 28. Platz und wurde nach vier weiteren Rennen in dieser Saison 57. in der Meisterschaft. In der Saison 1986 startete er in der Startnummer 23 für Bahari Racing und fuhr er mit Ausnahme des Daytona 500 die komplette Saison. Sein bestes Ergebnis war ein elfter Platz beim Sovran Bank 500 in Martinsville und beim Summer 500 in Pocono. Trotz acht Ausfällen belegte er am Ende der Saison Platz 19 in der Meisterschaft und wurde in der Wertung des Rookie of the Year nur von Alan Kulwicki geschlagen. Im darauffolgenden Jahr wechselte Waltrip in die Startnummer 30 und erzielte sein erstes Top-10-Ergebnis beim Sovran Bank 500 in Martinsville, allerdings kam er erneut acht Mal nicht ins Ziel. Am Ende reichte es für Platz 20 in der Meisterschaft.
Auch 1988 ereilten Waltrip acht Ausfälle, demgegenüber standen aber ein zweiter Platz beim Miller High Life 500 in Pocono sowie zwei weitere Top-10-Platzierungen. Waltrip verbesserte sich in der Meisterschaftswertung auf Platz 18. Gleichzeitig startete er einige Rennen in der Busch Series für das Team seines Bruders Darrell. In seinem vierten Rennen, dem Grand National 200 auf dem Dover Downs International Speedway, holte er seinen ersten Sieg.
Mit fünf Platzierungen innerhalb der Top 10 behauptete er diesen Rang auch in der Winston-Cup-Saison 1989. Nebenbei trat er auch in 14 Rennen der Busch Series an, bei denen er drei Mal von der Pole-Position ins Rennen ging und beim Kroger 200 auf dem Indianapolis Raceway Park auch als Erster ins Ziel kam. Am Saisonende belegte er Rang 23 in der Meisterschaft.

### 1990–1995

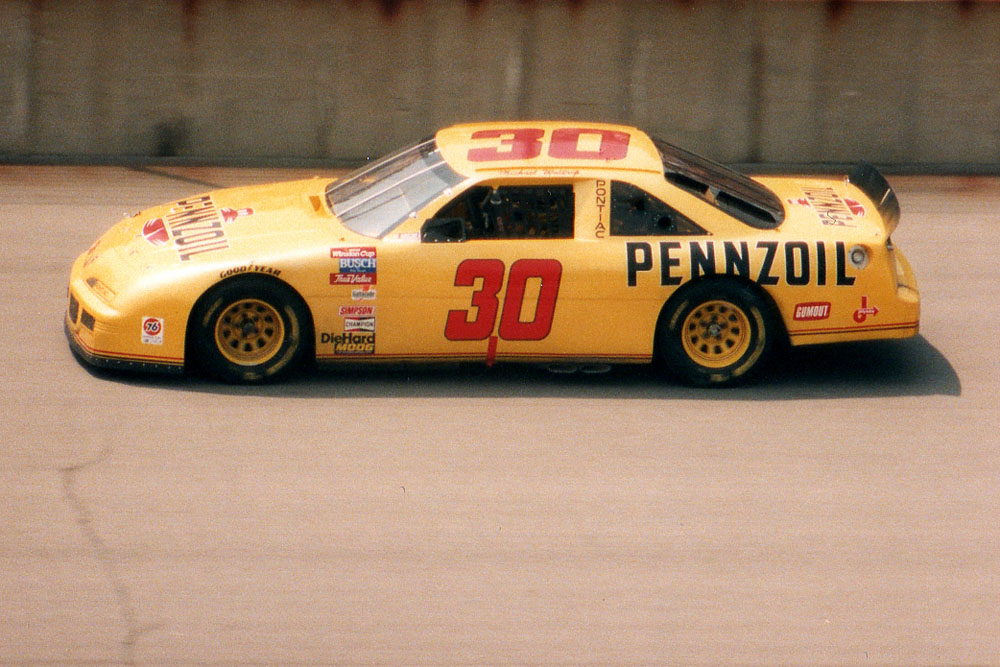
Waltrips Wagen 1994

Im Jahr 1990 fuhr Waltrip seine bis dato beste Saison im Winston Cup. Insgesamt erzielte fünf Ergebnisse unter den Top 5 und weitere fünf innerhalb der Top 10. Bestes Ergebnis war ein dritter Platz beim Mello Yello 500 in Charlotte. In der Meisterschaftswertung belegte er Platz 16. In der Busch Series ging Waltrip in insgesamt 13 Rennen an den Start, von denen er zwei gewann. Zusätzlich erzielte er zwei Pole-Positionen.
In der Saison 1991 erzielte Waltrip die ersten beiden Pole-Positionen im Winston Cup und gewann zudem das Winston Open. Zudem stand er kurz vor dem Sieg beim Heinz Southern 500 auf dem Darlington Raceway, was ein unerwarteter Zwischenfall aber zunichtemachte. Die beste Platzierung im Cup war in dieser Saison ein dritter Platz beim TranSouth 500, ebenfalls in Darlington. In der Meisterschaftswertung verbesserte sich Waltrip um einen Platz auf Rang 15. In der Busch Series blieb er in den zehn Rennen, die er bestritt, sieglos. Dennoch erzielte er fünf Top-5-Platzierungen, darunter zwei zweite Plätze in Daytona und Darlington.
1992 konnte Waltrip nicht an die Leistungen der vorherigen Saison anknüpfen. Sein bestes Ergebnis war ein vierter Platz beim GM Goodwrench 500 auf dem North Carolina Motor Speedway. Zusammen mit einem siebten Platz beim DieHard 500 auf dem Talladega Superspeedway sollten dies die beiden einzigen Ergebnisse innerhalb der Top 10 bleiben. In der Meisterschaftswertung zum Ende der Saison rutschte Waltrip auf Platz 23 ab. In der Busch Series ging Waltrip in elf Rennen an den Start, darunter in Daytona von der Pole-Position. Zudem siegte er im Gatorade 200 in Darlington.
Die Saison 1993 im Winston Cup verlief ähnlich durchschnittlich wie die vorangegangene, allerdings erzielte Waltrip insgesamt fünf Ergebnisse innerhalb der Top 10. Bestes Ergebnis war ein sechster Platz beim Hooters 500 in Atlanta. In der Meisterschaft verbesserte er sich auf Platz 17. In der Busch Series konnte Waltrip an die Saison 1990 anknüpfen und siegte beim Budweiser 250 in Bristol und beim Champion 300 in Charlotte. Dazu kamen ein zweiter Platz beim All Pro 300 in Charlotte und ein dritter Platz beim Slick 50 300 in Atlanta.
Im Jahre 1994 erzielte Waltrip insgesamt zwei Platzierungen innerhalb der Top 5 und acht weitere innerhalb der Top 10. Bestes Ergebnis war ein dritter Platz beim Winston Select 500 in Talladega. Am Saisonende belegte Waltrip Platz zwölf in der Meisterschaft, was seitdem auch seine beste Platzierung darstellt. In der Busch Series ging er in insgesamt neun Rennen an den Start, darunter einmal von der Pole-Position in Daytona. Sein bestes Saisonresultat war ein zweiter Platz beim AC-Delco 200 auf dem North Carolina Speedway.
In der Saison 1995 konnte Waltrip seine Platzierung in der Meisterschaft behaupten und belegte mit zwei Platzierungen innerhalb der Top 5, darunter ein dritter Platz beim Coca-Cola 600 in Charlotte, sowie sechs weitere Platzierungen innerhalb der Top 10 erneut Platz zwölf in der Meisterschaftswertung. Dennoch wurde er am Saisonende vom Rookie Johnny Benson ersetzt und wechselte zu Wood Brothers Racing in den Ford mit der Startnummer 21. In der Busch Series ging Waltrip in insgesamt sechs Rennen an den Start. Wie schon im Vorjahr erzielte er beim Goody’s 300 in Daytona die Pole-Position. Anschließend beendete er das Rennen auf Platz zwei.

### 1996–2000
In der Saison 1996 gewann Waltrip erneut das Show-Rennen The Winston. Bestes Ergebnis der regulären Saison war ein fünfter Platz in beim Winston Select 500 in Talladega sowie zehn weitere Ergebnisse innerhalb der Top 10. Am Ende der Saison reichte diese Leistung zu Platz 14 in der Meisterschaft. Gleichzeitig startete er in der Busch Series mit seinem eigenen Team und absolvierte insgesamt 13 Rennen, erzielte eine Pole-Position und kam drei Mal innerhalb der Top 5 ins Ziel, darunter einmal als Zweiter beim Dura Lube 200 in Darlington. Weiterhin ging Waltrip für das Carquest 420K in der Craftsman Truck Series an den Start, das er als Vierter beendete.
Im Winston Cup konnte Waltrip 1997 nicht an die Vorsaison anknüpfen und erzielte nur sechs Platzierungen innerhalb der Top 10, davon vier siebte Plätze. Dementsprechend verschlechterte er sich in der Meisterschaftswertung auf Rang 18. In der Busch Series startete Waltrip in dieser Saison insgesamt 16 Mal, davon einmal von der Pole-Position, und kam vier Mal in die Top 5. Auch in dieser Saison trat er in der Craftsman Truck Series an. Bei drei Rennen erzielte er bei The No Fear Challenge auf dem California Speedway mit einem siebten Platz das beste Resultat.
Die Winston-Cup-Saison 1998 verlief ähnlich wie die Vorjahressaison und Waltrip erzielte insgesamt fünf Platzierungen innerhalb der Top 10 sowie Platz 17 in der Meisterschaftswertung am Saisonende. Anschließend verließ er das Team, um den Chevrolet mit der Startnummer 7 für Mattei Motorsports zu fahren. In der Busch Series trat Waltrip insgesamt 15 Mal an. Bestes Ergebnis war ein vierter Platz beim Carquest Auto Parts 300 in Charlotte. Wie schon in den beiden Jahren davor, trat Waltrip auch in der Craftsman Truck Series an. Er fuhr ein Rennen, welches er als 31. beendete.
Nach dem Wechsel zu Mattei Motorsports konnte Waltrip in der Winston-Cup-Saison 1999 nicht an die vorherigen Jahre anknüpfen. Zwar erzielte er einen fünften Platz beim Daytona 500 und zwei weitere Platzierungen innerhalb der Top 10, doch zehn Ausfälle sorgten dafür, dass er die Saison nur auf Platz 29 in der Meisterschaft beendete. In der Busch Series hingegen holte Waltrip beim All Pro Bumper to Bumper 300 in auf dem Lowe’s Motor Speedway seinen ersten Sieg nach sechs Jahren sowie einen zweiten Platz beim Food City 250 in Bristol.
Auch die Saison 2000 im Winston Cup verlief ähnlich unbefriedigend für Waltrip wie schon die Saison 1999: Einem dritten Platz beim Goody’s Body Pain 500 in Martinsville als einziges Ergebnis innerhalb der Top 10 standen wiederum zehn Ausfälle gegenüber, so dass es zum Saisonende nur für Platz 27 in der Meisterschaftswertung reichte. In der Busch Series trat Waltrip insgesamt zwölf Mal an und erzielte drei Top-5-Ergebnisse, darunter ein zweiter Platz beim NAPAonline.com 250 auf dem Michigan International Speedway.

### 2001–2006
Zur Winston Cup Saison 2001 wechselte Michael Waltrip zu Dale Earnhardt, Inc. in den Chevrolet mit der Startnummer 15. In seinem ersten Rennen für sein neues Team gewann er direkt das Daytona 500 und holte seinen ersten Sieg im Winston Cup überhaupt. Zudem waren er und Darrell, das erste Brüderpaar, das das Daytona 500 für sich hatten entscheiden können. Des Weiteren war Michael nach Tiny Lund, Mario Andretti, Pete Hamilton, Derrike Cope und Sterling Marlin der sechste Fahrer, der seinen Debüt-Sieg beim Daytona 500 geholt hatte, sowie der neunte Fahrer nach Tim Flock, Fonty Flock, Donald Thomas, Donnie Allison, Phil Parsons, Brett Bodine, Bobby Labonte und Jeff Burton der neunte Bruder eines Cup-Series-Siegers, der ebenfalls ein Rennen gewonnen hatte. Das Rennen wurde jedoch durch den tödlichen Unfall seines Teamchefs Dale Earnhardt überschattet, von dem jeder erst nach dem Rennen erfahren sollte, als Waltrip seinen Sieg bereits ausgiebig gefeiert hatte.
Beim zweiten Saisonrennen in Daytona, dem Pepsi 400 wurde er Zweiter, ebenso beim Pennzoil Freedom 400 auf dem Homestead-Miami Speedway. In der Meisterschaftswertung verbesserte er sich auf Platz 24. In der Busch Series fuhr Waltrip insgesamt zwölf Rennen, bestes Ergebnis war ein dritter Platz beim Aaron’s 312 in Atlanta.
In der Saison 2002 holte er sich beim Pepsi 400 in Daytona den zweiten Sieg seiner Karriere im Winston Cup. Zusammen mit drei weiteren Platzierungen innerhalb der Top 5 und sechs Platzierungen innerhalb der Top 10 verbesserte sich Waltrip in der Meisterschaftswertung zum Saisonende auf Rang 14. In der Busch Series startete Waltrip insgesamt 19 Mal, ging zweimal von der Pole-Position ins Rennen und siegte beim Cabela’s 250 in Michigan. Dazu kamen jeweils fünf weitere Resultate innerhalb der Top 5 und innerhalb der Top 10.
Die Saison 2003 wurde einer der erfolgreichsten Saisons im Winston Cup für Waltrip. Er holte seinen zweiten Sieg beim Daytona 500 sowie einen weiteren Sieg beim EA Sports 500 in Talladega – sein bislang letzter Sieg in der Cup Serie. Mit insgesamt sechs weiteren Ergebnissen innerhalb der Top 5 belegte Waltrip am Saisonende Platz 15 in der Meisterschaft. Auch in der Busch Series war Waltrip erfolgreich. Er siegte beim Food City 250 in Bristol, erzielte drei zweite Plätze und ging zweimal von der Pole-Position ins Rennen.

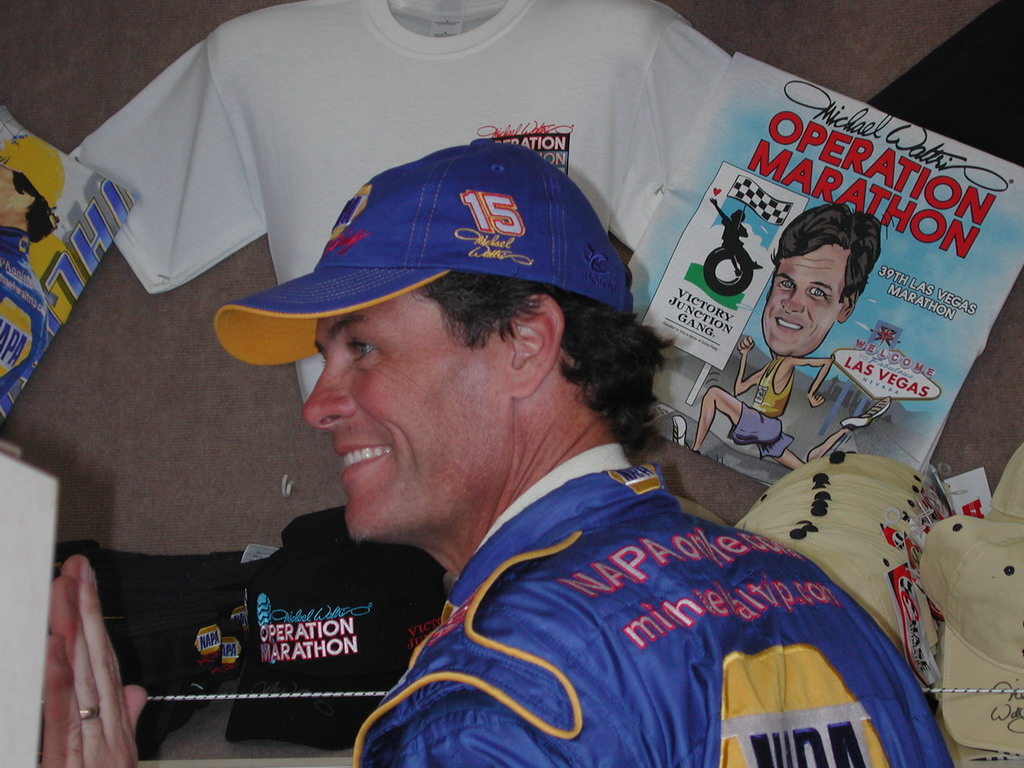
Waltrip in der Saison 2004

In der Saison 2004 konnte Waltrip im Nextel Cup nicht an die Leistungen der Vorjahre anknüpfen. Mit nur zwei Platzierungen innerhalb der Top 5 und sieben weiteren innerhalb der Top 10, darunter ein zweiter Platz beim Coca-Cola 600 auf dem Lowe’s Motor Speedway, ruthscte er auf Rang 20 in der Meisterschaftswertung zum Ende der Saison ab. In der Busch Series hingegen siegte Waltrip beim Pepsi 300 auf dem Nashville Superspeedway. Erstmals nach sechs Jahren Pause trat Waltrip wieder für zwei Rennen in der Craftsman Truck Series an und belegte als bestes Ergebnis einen fünften Platz beim Infineon 200 auf dem Lowe’s Motor Speedway.
Im Nextel Cup verlief die Saison 2005 ähnlich wie die Saison 2004. Zwar startete Waltrip beim Pocono 500 von der Pole-Position und erzielte einen zweiten Platz beim Subway Fresh 500 in Phoenix, dennoch verschlechterte er sich in der Meisterschaft auf Platz 25. In den 17 Rennen, in denen er in der Busch Series an den Start ging, erreichte Waltrip vier Ergebnisse innerhalb der Top 10, darunter drei siebte Plätze als bestes Resultat.
Waltrip verkündete, dass er zusammen mit seinem Hauptsponsor nach Ende der Saison 2005 Dale Earnhardt, Inc. verlassen würde, um in die Startnummer 55 für Bill Davis Racing zu wechseln. Nachdem aber das Team der Startnummer 77 von Jasper Motorsports aufgelöst worden war, übernahm Waltrip das Team und die Owner-Punkte, um einen garantierten Startplatz in den ersten fünf Rennen der Saison 2006 zu bekommen. Unter dem Namen Waltrip-Jasper Racing sollte das Team Waltrips Einstieg als Teambesitzer zusammen mit Toyota als neuem Hersteller in den Nextel Cup zur Saison 2007 vorbereiten. Waltrip selbst ging in der Saison 2006 mit der Startnummer 55 ins Rennen. Nachdem er kein Ergebnis unter den Top 10 einfuhr und zudem sich zu vier Rennen nicht qualifizieren konnte, beendete er die Saison als 37. in der Meisterschaft. In der Busch Series ging er in insgesamt 21 Rennen an den Start, bestes Ergebnis war ein zweiter Platz beim Dollar General 300 auf dem Lowe’s Motor Speedway. Zudem absolvierte Waltrip ein Rennen in der Craftsman Truck Series. Beim Saisonfinale, dem Ford 200 auf dem Homestead-Miami Speedway fuhr er von Startplatz 30 auf den 17. Platz.

### Seit 2007–2017

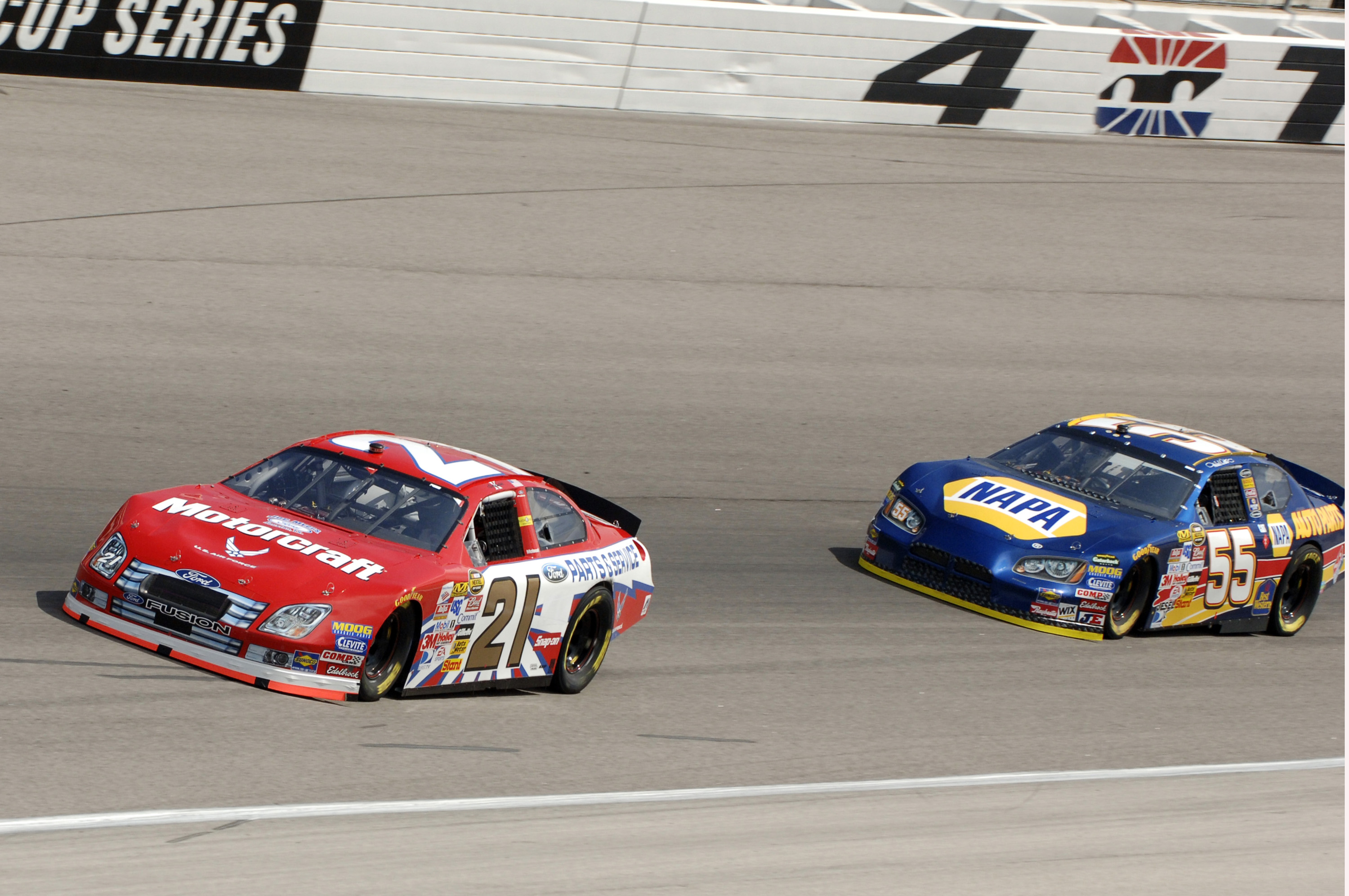
Michael Waltrips #55 NAPA Dodge 2006 (rechts)

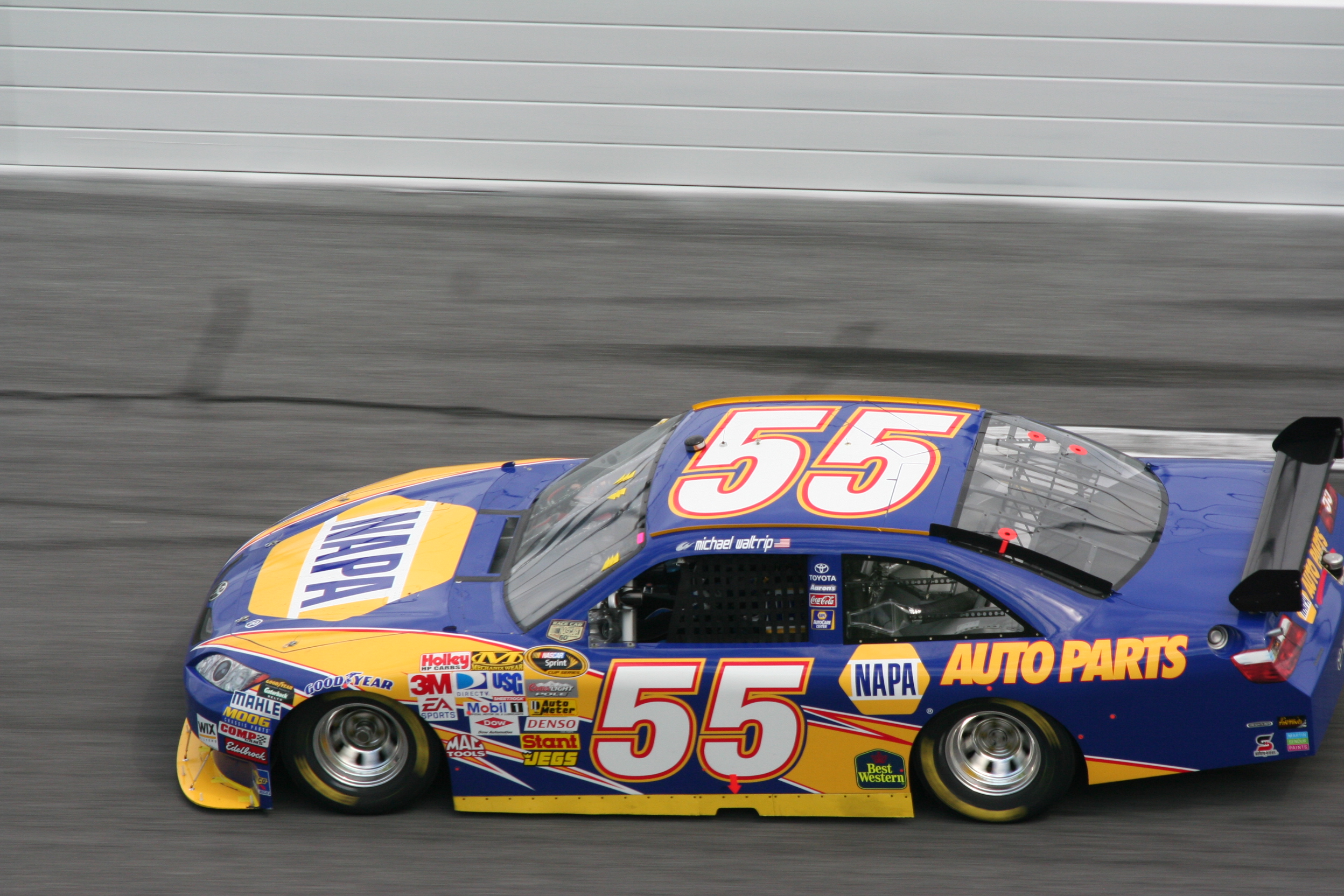
Waltrips Rennwagen der Saison 2008 in Daytona

Nachdem Waltrip sich bereits 2006 in das ehemalige Team der Startnummer 77 eingekauft hatte, gründete er zur Saison 2007 mit Michael Waltrip Racing sein eigenes Cup-Team. Waltrip engagierte zusätzlich Dale Jarrett und David Reutimann als Fahrer. Gleich bei seinem ersten Rennen als Teambesitzer gab es Ärger mit der NASCAR: NASCAR-Offizielle fanden nach den ersten Qualifikationsrennen zum Daytona 500 in der Ansaugvorrichtung der Motoren illegale Additive, die dem Benzin beigemischt wurden. Bobby Kennedy, einer der verantwortlichen Direktoren, sowie Waltrips Crew Chief David Hyder wurden der Zutritt zum Daytona International Speedway untersagt und für unbestimmte Zeit gesperrt. Hyder musste zudem eine Strafe von 100.000 US-Dollar zahlen, während Michael Waltrip 100 Punkte abgezogen wurden, ebenso seiner Frau Buffy Waltrip, der offiziellen Besitzerin des Teams.
Nachdem sich Waltrip in seinem Ersatzwagen dennoch für das Daytona 500 qualifizieren durfte, beendete er das Rennen auf Platz 30. Waltrip war damit der erste Fahrer überhaupt, der mit einem negativen Punktestand zum zweiten Saisonrennen antrat. Allerdings konnte er sich hierfür sowie für die nächsten elf Rennen nicht qualifizieren, so dass er erst beim Autism Speaks 400 in Dover sein zweites Saisonrennen bestritt.
Am 6. Oktober 2007 erzielte er beim UAW Ford 500 in Talladega die erste Pole-Position mit dem neuen Car of Tomorrow, beendete es nach einem Unfall allerdings auf Platz 25. Insgesamt qualifizierte sich Waltrip in der Saison 2007 nur für 14 Rennen im Nextel Cup und erzielte zwei Platzierungen innerhalb der Top 10. Am Ende der Saison belegte er Platz 44 in der Meisterschaft.
Neben den Rennen im Nextel Cup trat Waltrip auch für ein Rennen in der Busch Series an. Er startete beim Nicorette 300 in Atlanta von Startplatz 23 und schied nach 16 Runden nach einem Unfall aus, sodass er auf Platz 43 gewertet wurde.
Nach der schlechten Saison 2007 holte er für 2008 den Geschäftsmann und Gründer der Fortress Investment Group als gleichberechtigten Partner ins Team. Weitere Anteilseigner wurden Bauunternehmer Johnny Harris und der ehemalige Teambesitzer Cal Wells III.
Waltrip fuhr im Jahre 2017 das Daytona 500 und erklärte, dass er danach seine Karriere beenden würde. Er startete als 32. und erreichte den 8. Platz.

## Kontroversen
In einem Rennen in den frühen 1990er Jahren schlug Waltrip Dave Marcis mit der Faust. Waltrip musste für diese Aktion eine Strafe in Höhe von 500 US-Dollar zahlen.
1995 schlug Waltrip auf dem Michigan International Speedway auf Rennfahrerkollege Lake Speed ein, während dieser noch in seinem Wagen saß. Waltrip musste 10.000 US-Dollar Strafe zahlen.
In der ersten Hälfte der Saison 2005 hatte Waltrip eine längere Fehde mit Jeff Green, der zu diesem Zeitpunkt für Petty Enterprises fuhr. Höhepunkt dieser Fehde waren die Rennen in Martinsville und Darlington, bei denen sich beide Fahrer mehrmals gegenseitig rammten.
Beim Sylvania 300 der Saison 2005 war Waltrip in einen Unfall mit Robby Gordon verwickelt, bei dem Gordon wütend aus seinem demolierten Wagen ausstieg und seinen Helm gegen Waltrips Wagen schleuderte, als dieser in der nächsten Runde hinter dem Pace-Car an ihm vorbeifuhr. Nach Aussage von verschiedenen Zuschauern soll Waltrip bei der nächsten Vorbeifahrt Gordon den Stinkefinger gezeigt haben, was jedoch aus den Videoaufzeichnungen nicht eindeutig hervorging und von Waltrip verneint wurde. Der Fernsehsender TNT entschuldigte sich für das Verhalten beider Fahrer, die sich den NASCAR-Offiziellen gegenüber nach Ende des Rennens rechtfertigen mussten. Gordon musste 50.000 US-Dollar Strafe zahlen und ihm wurden 50 Punkte abgezogen. Waltrip wurde ebenfalls bestraft, allerdings wurde die Strafe nach einer Berufung zurückgezogen.

## Statistik

### Le-Mans-Ergebnisse
| Jahr | Team     | Fahrzeug               | Teamkollege     | Teamkollege | Platzierung | Ausfallgrund |
| ---- | -------- | ---------------------- | --------------- | ----------- | ----------- | ------------ |
| 2011 | AF Corse | Ferrari 458 Italia GTC | Robert Kauffman | Rui Águas   | Ausfall     | Defekt       |

### Sebring-Ergebnisse
| Jahr | Team             | Fahrzeug           | Teamkollege     | Teamkollege | Platzierung | Ausfallgrund |
| ---- | ---------------- | ------------------ | --------------- | ----------- | ----------- | ------------ |
| 2012 | AF Corse-Waltrip | Ferrari 458 Italia | Robert Kauffman | Rui Águas   | Rang 38     |              |